# 44 Duos für zwei Violinen
Die 44 Duos für zwei Violinen (Sz. 98, BB 104) sind eine Reihe von Duetten für zwei Violinen des ungarischen Komponisten Béla Bartók. Sie wurden 1931 komponiert und erschienen 1933 bei der Universal Edition (UE).

## Beschreibung
Die Stücke waren ursprünglich nicht für konzertante Aufführungen gedacht, sondern als Spielmaterial für junge Geigenschüler. Die Arbeit wurde von Erich Doflein angeregt, der Bartók um die Erlaubnis gefragt hatte, ob er einige Stücke aus seiner Klavierreihe Für Kinder (Gyermekeknek / For Children) für sein Geigen-Schulwerk arrangieren könne. Bartók komponierte in dieser Zeit auch andere pädagogische Werke, wie den Mikrokosmos (6 Bände, 153 Stücke). Dieser Intention pädagogischer Arbeiten kam zugute, dass Bartók selbst Lehrer war und auch Werke für seine eigenen Schüler zum Spielen schrieb. Nichtsdestotrotz basieren alle Lieder und Tänze in dieser Reihe auf Volksmusik aus vielen osteuropäischen Ländern. Harmonische und rhythmische Freiheiten sind allerdings im gesamten Werk offensichtlich. Der Komponist verwendet ungarische, rumänische, serbische, slowakische, ruthenische und arabische Folklore. Dissonante Harmonien durchziehen das ganze Werk, aber erst im elften Stück wird die Polytonalität eingeführt. Die 44 Duos sind besonders bekannt für ihre Rhythmen, Dissonanzen, ihre Kanons und Umkehrungen und eine große kompositorische Vielfalt unter Verwendung des gesamten Spektrums der Violine.
Heute sind die 44 Duos ein fester Bestandteil der internationalen Konzertliteratur. Sie wurden vielfach eingespielt.

## Inhaltsübersicht
Das Ganze ist in vier Hefte unterteilt, die Stücke sind in etwa nach dem Schwierigkeitsgrad angeordnet: Das erste und das zweite Heft für Schüler der Grundstufe, das dritte für die Mittelstufe und das vierte für Fortgeschrittene. In der folgenden Übersicht werden deutsche Titel, ungarische und zusätzlich englische (in Klammern) wiedergegeben.
1. Heft
 1. Necklied / Párosíto (Teasing Song)
2. Reigen / Kalamajkó (Maypole Dance)
3. Menuetto / Menuetto
4. Sommer-Sonnwendlied / Szentivánéji (Midsummer Night Song)
5. Slowakisches Lied (1) / Tót Nóta (Slovakian Song) [1]
6. Ungarisches Lied (1) / Magyar Nóta (Hungarian Song) [1]
7. Wallachisches Lied / Oláh Nóta (Wallachian Song)
8. Slowakisches Lied (2) / Tót Nóta (Slovakian Song) [2]
9. Spiel-Lied / Játék (Play Song)
10. Ruthenisches Lied / Rutén Nóta (Ruthenian Song)
 11. Wiegenlied / Gyermekrengetéskor (Cradle Song)
12. Heu-Erntelied / Szénagyüjtéskor (Hay Song)
13. Hochzeitslied / Lakodalmas (Wedding Song)
14. Polster-Tanz / Párnás Tánc (Pillow Dance)
2. Heft
15. Soldatenlied / Katonanóta (Soldiers’ Song)
 16. Burleske / Burleszk (Burlesque)
17. Ungarischer Marsch (1) / Menetelő Nóta (Hungarian March) [1]
18. Ungarischer Marsch (2) / Menetelő Nóta (Hungarian March) [2]
19. Märchen / Mese (Fairy Tale)
20. Wechselgesang / Dal (A Rhythm Song)
21. Neujahrslied (1) / Újévköszöntő (New Year’s Greeting) [1]
22. Mückentanz / Szunyogtánc (Mosquito Dance)
23. Abschied von der Braut / Mennyasszonybúcsútató (Bride’s Farewell)
24. Scherzlied / Tréfás Nóta (Comic Song)
25. Ungarisches Lied (2) / Magyar Nóta (Hungarian Song) [2]
3. Heft
26. Spottlied / „Ugyan Édes Komámasszony...“ (Teasing Song)
27. Hinke-Tanz / Sánta-Tánc (Limping Dance)
 28. Gram / Bánkódás (Sorrow)
29. Neujahrslied (2) / Újévköszöntő (New Year’s Greeting) [2]
30. Neujahrslied (3) / Újévköszöntő (New Year’s Greeting) [3]
31. Neujahrslied (4) / Újévköszöntő (New Year’s Greeting) [4]
 32. Tanzlied / Máramarosi Tánc (Dance from Máramaros)
33. Erntelied / Ara táskor (Harvest Song)
34. Zähllied / Számláló Nóta (Enumerating Song)
35. Ruthenische Kolomejka / Rutén Kolomejka (Ruthenian Kolomejka)
 36. Dudelsack / Szól a Duda (Bagpipes)
Variante zu Nr. 36 (Dudelsack) / A 36 Sz. Változata (Variant of No. 36)
4. Heft
37. Vorspiel und Kanon / Preludium és Kanon (Prelude and Canon)
 38. Rumänischer Dreh / Forgatós (Romanian Whirling Dance)
39. Serbischer Flecht-Tanz / Szerb Tánc (Serbian Dance)
40. Wallachischer Tanz / Oláh Tánc (Wallachian Dance)
41. Scherzo / Scherzo
42. Arabischer Gesang / Arab Dal (Arabian Dance)
 43. Pizzicato / Pizzicato
44. Siebenbürgisch (Ardeleana) / “Erdélyi” Tánc (Transylvanian Dance)

## Verschiedenes
Sechs dieser Violin-Duos (28, 32, 38, 43, 16, 36) arrangierte Bartók 1936 für Klavier (teils mit veränderten Titeln) unter dem Titel Petite Suite (Kleine Suite).